# Championnats d'Amérique du Nord, d'Amérique centrale et des Caraïbes d'athlétisme espoirs 2014
Navigation
Édition précédente Édition suivante
Les 8es Championnats d'Amérique du Nord, d'Amérique centrale et des Caraïbes d'athlétisme espoirs ont eu lieu du 8 au 10 août 2014 à Kamloops, au Canada. La compétition regroupe les nations membres de l'Association d'athlétisme d'Amérique du Nord, d'Amérique centrale et des Caraïbes (NACAC) et y participent les athlètes âgés de moins de 23 ans.

## Résultats

### Hommes
| Épreuve           | Or                                                                          | Or                    | Argent                                                                   | Argent                | Bronze                                                                     | Bronze                |
| ----------------- | --------------------------------------------------------------------------- | --------------------- | ------------------------------------------------------------------------ | --------------------- | -------------------------------------------------------------------------- | --------------------- |
| 100 m             | Diondre Batson États-Unis                                                   | 10.08                 | Tyquendo Tracey Jamaïque                                                 | 10.21                 | Trevorvano Mackey Bahamas                                                  | 10.30                 |
| 200 m             | Remontay McClain États-Unis                                                 | 20.32                 | Trevorvano Mackey Bahamas                                                | 20.46                 | Everton Clarke Jamaïque                                                    | 20.51                 |
| 400 m             | Brycen Spratling États-Unis                                                 | 45.18                 | Bralon Taplin Grenade                                                    | 45.52                 | Vernon Norwood États-Unis                                                  | 45.56                 |
| 800 m             | Bryan Martínez Mexique                                                      | 1:47.90               | Thomas Riva Canada                                                       | 1:48.19               | Christopher Low États-Unis                                                 | 1:48.46               |
| 1 500 m           | Matthew Hillenbrand États-Unis                                              | 3:54.85               | Connor Darlington Canada                                                 | 3:55.36               | Edgar Alan García Mexique                                                  | 3:55.67               |
| 5 000 m           | Edgar Alan García Mexique                                                   | 14:35.00              | Christopher Bendtsen États-Unis                                          | 15:17.80              | Juan Francisco Félix République dominicaine                                | 15:39.41              |
| 10 000 m          | Christopher Bendtsen États-Unis                                             | 31:43.37              | Christopher Enriquez États-Unis                                          | 31:47.77              | Kenneth Robles Costa Rica                                                  | 33:51.53              |
| 110 m haies       | Eddie Lovett Îles Vierges des États-Unis                                    | 13.39 w               | Vincent Wyatt États-Unis                                                 | 13.55 w               | Gregory MacNeill Canada                                                    | 13.83 w               |
| 400 m haies       | Trevor Brown États-Unis                                                     | 49.92                 | Michael Stigler États-Unis                                               | 49.98                 | Gerald Drummond Costa Rica                                                 | 51.05                 |
| 3 000 m steeple   | Christopher Dulhanty Canada                                                 | 8:56.60               | Mason Ferlic États-Unis                                                  | 9:04.78               | Edward Owens États-Unis                                                    | 9:18.87               |
| 4 × 100 m         | États-Unis Remontay McClain Aaron Ernest Christopher Royster Diondre Batson | 38.47                 | Jamaïque Kwisi McFarlane Tyquendo Tracey Everton Clarke Jazeel Murphy    | 38.78                 | Canada Drelan Bramwell Benjamin Williams Gregory MacNeill James Linde      | 39.89                 |
| 4 × 400 m         | États-Unis Najee Glass Brycen Spratling Akeem Alexander Vernon Norwood      | 3:04.34               | Canada Nathan George Devin Biocchi Gregory MacNeill Benjamin Ayesu-Attah | 3:08.78               | Costa Rica Jocksan Morales César Vásquez Denovan Hernández Gerald Drummond | 3:14.29               |
| 20 000 m marche   | Benjamin Thorne Canada                                                      | 1:29:08.64            | Emmanuel Corvera États-Unis                                              | 1:31:30.86            | Alejandro Chavez États-Unis                                                | 1:33:26.31            |
| Saut en hauteur   | Ryan Ingraham Bahamas                                                       | 2.28m CR              | Dakarai Hightower États-Unis                                             | 2.10m                 | Domanique Missick Îles Turques-et-Caïques                                  | 2.00m                 |
| Saut à la perche  | Jacob Blankenship États-Unis                                                | 5.50m                 | Chase Wolfle États-Unis                                                  | 5.20m                 | Víctor Manuel Castillero Mexique                                           | 4.80m                 |
| Saut en longueur  | Braxton Drummond États-Unis                                                 | 7.64m (v.: +1.1 m/s)  | Devin Field États-Unis                                                   | 7.51m (v.: +1.7 m/s)  | Sedeekie Edie Jamaïque                                                     | 7.41m (v.: +1.3 m/s)  |
| Triple saut       | Eric Sloan États-Unis                                                       | 16.20m (v.: +0.1 m/s) | Steve Waithe Trinité-et-Tobago                                           | 15.94m (v.: +1.2 m/s) | Lathone Collie-Minns Bahamas                                               | 15.86m (v.: +1.0 m/s) |
| Lancer du poids   | Willy Irwin États-Unis                                                      | 19.44m                | Darrell Hill États-Unis                                                  | 18.85m                | Akeem Stewart Trinité-et-Tobago                                            | 17.76m                |
| Lancer du disque  | Rodney Brown États-Unis                                                     | 63.34m CR             | Tavis Bailey États-Unis                                                  | 57.37m                | Jordan Young Canada                                                        | 53.42m                |
| Lancer du marteau | Diego del Real Mexique                                                      | 69.42m                | Matthias Tayala États-Unis                                               | 68.93m                | Adam Keenan Canada                                                         | 68.35m                |
| Lancer du javelot | Michael Shuey États-Unis                                                    | 76.02m                | David Ocampo Mexique                                                     | 75.28m                | Raymond Dykstra Canada                                                     | 73.63m                |
| Décathlon         | James Turner Canada                                                         | 7 536 CR              | Soloman Ijah États-Unis                                                  | 6 993                 | Kale Wolken États-Unis                                                     | 3080                  |

### Femmes
| Épreuve           | Or                                                                         | Or                    | Argent                                                                       | Argent                | Bronze                                                                   | Bronze                |
| ----------------- | -------------------------------------------------------------------------- | --------------------- | ---------------------------------------------------------------------------- | --------------------- | ------------------------------------------------------------------------ | --------------------- |
| 100 m             | Cierra White États-Unis                                                    | 11.32                 | Katie Wise États-Unis                                                        | 11.58                 | Shaina Harrison Canada                                                   | 11.70                 |
| 200 m             | Cierra White États-Unis                                                    | 23.05                 | Allison Peter Îles Vierges des États-Unis                                    | 23.47                 | Ashton Purvis États-Unis                                                 | 23.86                 |
| 400 m             | Allison Peter Îles Vierges des États-Unis                                  | 51.92                 | Taylor Ellis-Watson États-Unis                                               | 52.05                 | Brianna Nelson États-Unis                                                | 52.95                 |
| 800 m             | Shelby Houlihan États-Unis                                                 | 2:03.00 CR            | Rachel Francois Canada                                                       | 2:03.18               | Jenna Westaway Canada                                                    | 2:04.16               |
| 1 500 m           | Jenna Westaway Canada                                                      | 4:15.52 CR            | Hillary Holt États-Unis                                                      | 4:17.82               | Carise Thompson Canada                                                   | 4:22.02               |
| 5 000 m           | Erin Finn États-Unis                                                       | 16:06.26 CR           | Elisa Hernández Mexique                                                      | 17:11.41              |                                                                          |                       |
| 10000 m           | Margo Malone États-Unis                                                    | 36:07.71              | Cindy Meza Mexique                                                           | 37:57.50              |                                                                          |                       |
| 100 m haies       | LeTristan Pledger États-Unis                                               | 13.04 w               | Megan Simmonds Jamaïque                                                      | 13.06 w               | Ashlea Maddex Canada                                                     | 13.19 w               |
| 400 m haies       | Kiah Seymour États-Unis                                                    | 56.35                 | Tyler Brockington États-Unis                                                 | 58.29                 | Rushell Clayton Jamaïque                                                 | 1:03.68               |
| 3 000 m steeple   | Rachel Johnson États-Unis                                                  | 9:46.79 CR            | Maria Bernard Canada                                                         | 9:55.69               | Julie-Anne Staehli Canada                                                | 10:04.99              |
| 4 × 100 m         | États-Unis Cierra White Katie Wise Ebony Eutsey Octavis Freeman            | 43.89                 | Canada Whitney Rowe Joy Spear Chief-Morris Tameran Defreitas Shaina Harrison | 45.19                 | Jamaïque Rushell Clayton Janelle Kelly Chrisdale McCarthy Megan Simmonds | 45.90                 |
| 4 × 400 m         | États-Unis Kiara Porter Taylor Ellis-Watson Brianna Nelson Kala Funderburk | 3:35.79               | Canada Tameran Defreitas Jenna Westaway Ashlea Maddex Whitney Rowe           | 3:53.16               |                                                                          |                       |
| 10 000 marche     | Andreina Gonzales République dominicaine                                   | 52:12.40              | Molly Josephs États-Unis                                                     | 55:48.23              |                                                                          |                       |
| Saut en hauteur   | Alyxandria Treasure Canada                                                 | 1.85m                 | Shanay Briscoe États-Unis                                                    | 1.76m                 | Rebecca Haworth Canada                                                   | 1.76m                 |
| Saut à la perche  | Sandi Morris États-Unis                                                    | 4.40m CR              | Robin Bone Canada                                                            | 3.80m                 | Tiziana Ruiz Mexique                                                     | 3.75m                 |
| Saut en longueur  | Shakeela Saunders États-Unis                                               | 6.40m (v.: +1.3 m/s)  | Sydney Conley États-Unis                                                     | 5.98m (v.: -0.9 m/s)  |                                                                          |                       |
| Triple saut       | Tori Franklin États-Unis                                                   | 13.42m (v.: +0.6 m/s) | Ivonne Rangel Mexique                                                        | 13.19m (v.: +0.5 m/s) | Ellie Ewere États-Unis                                                   | 12.80m (v.: +0.1 m/s) |
| Lancer du poids   | Kelsey Card États-Unis                                                     | 17.32m                | Christina Hillman États-Unis                                                 | 17.25m                | Brittany Crew Canada                                                     | 16.59m                |
| Lancer du disque  | Kelsey Card États-Unis                                                     | 53.82m                | Alex Collatz États-Unis                                                      | 53.20m                | Brittany Crew Canada                                                     | 49.64m                |
| Lancer du marteau | Brooke Pleger États-Unis                                                   | 64.60m                | Jillian Weir Canada                                                          | 63.85m                | Brittany Funk États-Unis                                                 | 60.99m                |
| Lancer du javelot | Fawn Miller États-Unis                                                     | 54.90m                | Hannah Carson États-Unis                                                     | 51.96m                |                                                                          |                       |
| Heptathlon        | Nicole Oudenaarden Canada                                                  | 5692                  | Milagros Montes de Oca République dominicaine                                | 5451                  | Quintunya Chapman États-Unis                                             | 5332                  |

## Tableau des médailles
Légende
- Pays organisateur

| Rang | Nation                      | Or | Argent | Bronze | Total |
| ---- | --------------------------- | -- | ------ | ------ | ----- |
| 1    | États-Unis                  | 31 | 23     | 10     | 64    |
| 2    | Canada                      | 6  | 9      | 13     | 28    |
| 3    | Mexique                     | 3  | 4      | 3      | 10    |
| 4    | Îles Vierges des États-Unis | 2  | 1      | 0      | 3     |
| 5    | Bahamas                     | 1  | 1      | 2      | 4     |
| 6    | République dominicaine      | 1  | 1      | 1      | 3     |
| 7    | Jamaïque                    | 0  | 3      | 4      | 7     |
| 8    | Trinité-et-Tobago           | 0  | 1      | 1      | 2     |
| 9    | Grenade                     | 0  | 1      | 0      | 1     |
| 10   | Costa Rica                  | 0  | 0      | 3      | 3     |
| 11   | Îles Turques-et-Caïques     | 0  | 0      | 1      | 1     |

## Nations participantes
- Anguilla (1)
- Bahamas (5)
- Barbade (3)
- Bermudes (2)
- Îles Vierges britanniques (1)
- Canada (37)
- Costa Rica (9)
- République dominicaine (4)
- Grenade (4)
- Jamaïque (15)
- Mexique (14)
- Montserrat (2)
- Porto Rico (10)
- Saint-Christophe-et-Niévès (2)
- Saint-Vincent-et-les-Grenadines (1)
- Trinité-et-Tobago (5)
- Îles Turques-et-Caïques (2)
- États-Unis (77)
- Îles Vierges des États-Unis (3)